# جک سی. ماسی
جک سی. ماسی (انگلیسی: Jack C. Massey) (زاده ۱۵ ژوئن ۱۹۰۴ - درگذشته ۱۵ فوریه ۱۹۹۰) کارآفرین، نیکوکار و مدیر ارشد اجرایی آمریکایی بود، که در سال ۱۹۶۸ شرکت اچ‌سی‌ای هولدینگز را تأسیس نمود.